# Katarzyna Segiet
Katarzyna Segiet – polska pedagog, dr hab. nauk humanistycznych, profesor uczelni i kierownik Zakładu Pedagogiki Społecznej Wydziału Studiów Edukacyjnych Uniwersytetu im. Adama Mickiewicza w Poznaniu.

## Życiorys
10 marca 1997 obroniła pracę doktorską Sytuacja społeczno-wychowawcza dziecka w dzielnicy dużego miasta. Diagnoza i propozycje pedagogicznej regulacji, 18 grudnia 2012 habilitowała się na podstawie pracy zatytułowanej Dziecko i jego dzieciństwo w perspektywie naukowego poznania i doświadczania rzeczywistości. Studium pedagogiczno-społeczne. Została zatrudniona na stanowisku adiunkta w Gnieźnieńskiej Szkole Wyższej Milenium, w Instytucie Nauk Edukacyjnych Państwowej Wyższej Szkole Zawodowej im. Jana Amosa Komeńskiego w Lesznie, oraz w Zakładzie Pedagogiki Społecznej na Wydziale Studiów Edukacyjnych Uniwersytetu im. Adama Mickiewicza.
Jest profesorem uczelni i kierownikiem w Zakładzie Pedagogiki Społecznej na Wydziale Studiów Edukacyjnych Uniwersytetu im. Adama Mickiewicza w Poznaniu, a także członkiem Rady Dyscypliny Naukowej – Pedagogiki Uniwersytetu im. Adama Mickiewicza w Poznaniu.